# Wilpena Pound
Wilpena Pound (« Ikara » en langue adnyamathanha) est un important cirque naturel de montagnes situé à 429 km au nord d'Adélaïde, Australie-Méridionale, Australie au cœur du parc national d'Ikara-Flinders Ranges. Sa frange est accessible par une route goudronnée entre les villes de Hawker au sud et de Blinman dans le nord de la chaîne de Flinders.
Il a été utilisé pour le pâturage du milieu du XIXe siècle jusqu'au milieu du XXe siècle et, pour les cultures, au début du XXe siècle. Son potentiel touristique est reconnu en 1949.

## Géographie

### Géomorphologie

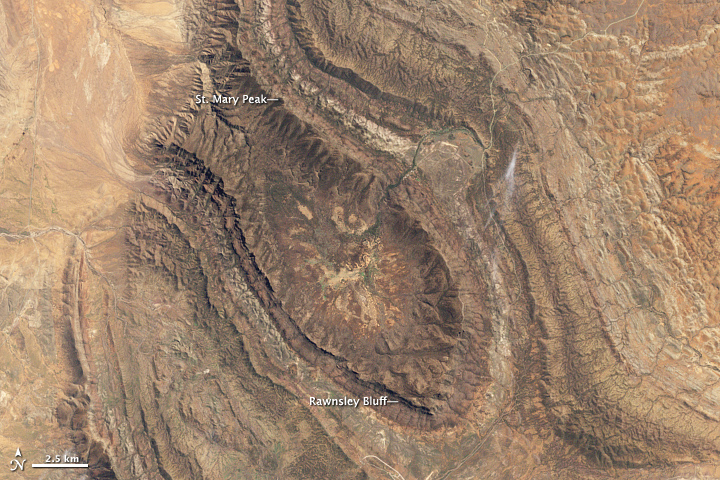
Vue annotée de Wilpena Pound depuis l'espace.

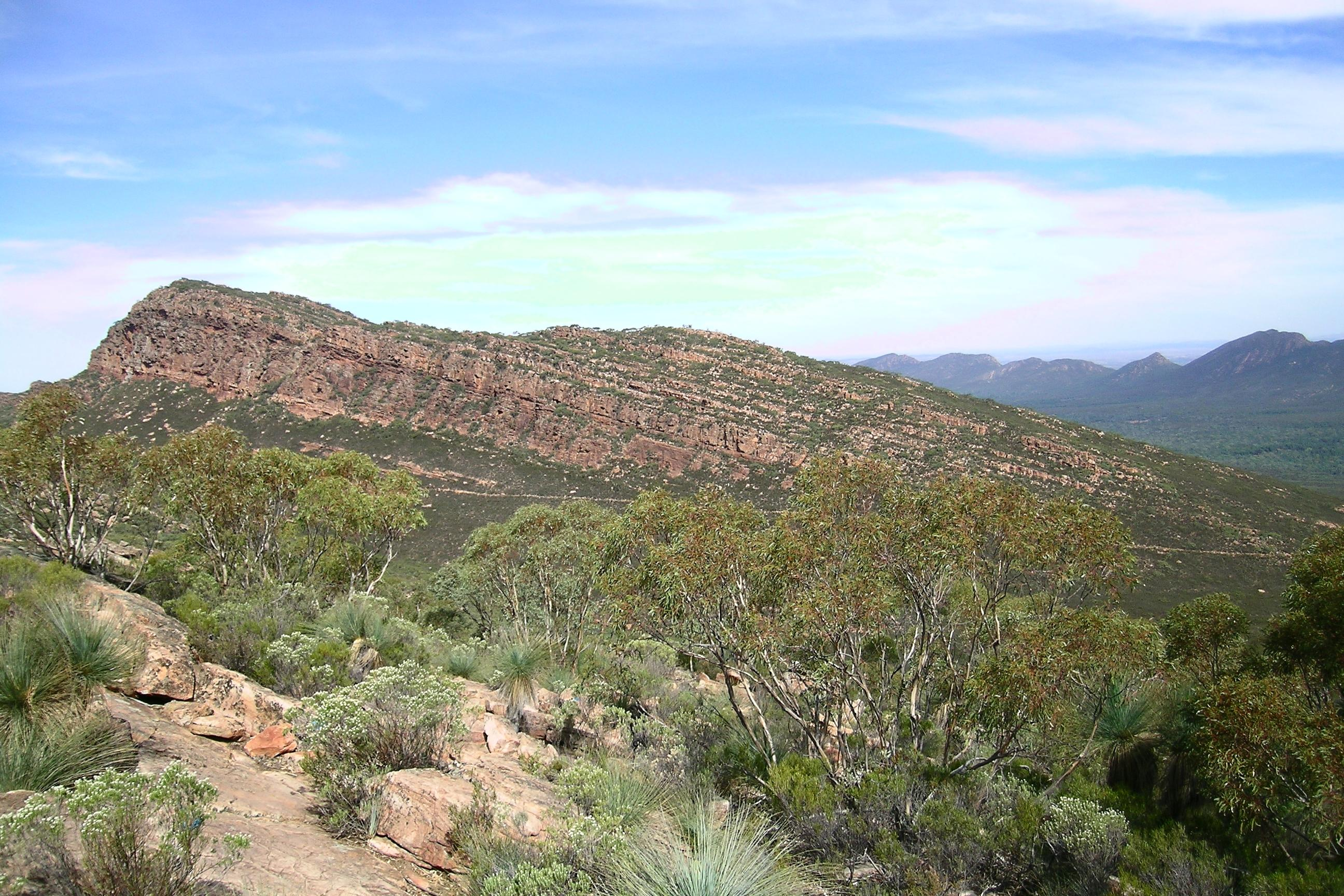
Une montagne à Wilpena Pound présentant un synclinal stratifié caractéristique.

La zone fait partie du géosynclinal d'Adélaïde. Les premières théories amateurs suggéraient à tort que Wilpena Pound était un ancien volcan. C'est un bassin synclinal dont l'axe de pli se dirige du nord-nord-ouest au sud-sud-est à travers Edeowie Gorge à l'extrémité nord et Rawnsley's Bluff au sud. Un anticlinal correspondant est situé dans la gorge adjacente de Moralana, avec la chaîne Elder sur le flanc ouest incliné. La région a donné son nom au groupe de roches sédimentaires de Wilpena qui constituent les sédiments les plus jeunes du géosynclinal et les noms d'autres subdivisions proviennent également de la région, en particulier le sous-groupe de Pound composé de quartzite de Rawnsley et de grès de Bonney qui ont été déposés pendant la période édiacarienne. Des fossiles de l'Édiacarien, tels qu'Ikaria wariootia, ont été découverts dans ce sous-groupe,.
Bien que de l'extérieur Wilpena Pound apparaisse sous la forme d'une chaîne de montagnes continue, elle se compose en fait de deux chaînes : une à l'ouest et une à l'est, reliées par le long Rawnsley's Bluff au sud. Une gorge, appelée Wilpena Gap, a été creusée dans la chaîne orientale et la majeure partie de l'intérieur de Wilpena Pound se déverse dans le ruisseau Wilpena qui sort par le Gap. Une petite partie des hautes pentes nord de Wilpena Pound se déverse dans le ruisseau Edeowie, qui s'écoule en temps de crue sur des falaises abruptes et des cascades dans la gorge d'Edeowie au nord.

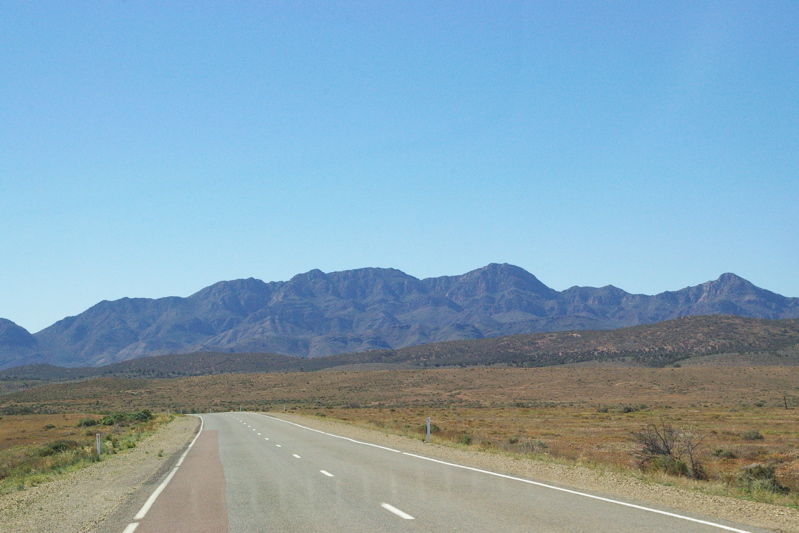
Vue du pilier de Pompée depuis le sud-ouest.

Le plus haut sommet de Wilpena Pound, qui est également le point culminant de la chaîne de Flinders, est le pic Sainte Marie (1 171 m), sur le côté nord-est. Au sud du Gap, du côté est, le plus haut sommet est Point Bonney (1 133 m). Sur le côté nord-ouest de Wilpena Pound, le point culminant est le pilier de Pompée (1 165 m). Rawnsley's Bluff (950 m), à l'extrémité sud, est l'autre sommet majeur.
Le mur de montagnes encercle presque entièrement l'intérieur en pente douce de Wilpena Pound, les seules ruptures étant la gorge de Wilpena Gap et une haute selle dans la chaîne sud-ouest sur laquelle passe le sentier Heysen. Cette dernière selle est appelée Bridle Gap, supposément parce que c'est le seul endroit autre que la gorge où un cavalier expérimenté pourrait entrer dans Wilpena Pound. À la limite nord, Wilpena Pound ne s'élève pas, mais descend plutôt très abruptement vers la plaine en contrebas en une série de ravins escarpés.

### Climat
Wilpena Pound a un climat semi-aride. Le record de précipitations en une seule journée est de 173 mm. Les étés sont chauds. Entre décembre et février, les températures diurnes moyennes se situent entre 31,8 et 33,8 °C avec des minimums nocturnes moyens entre 16 °C et 18 °C. Les hivers sont frais, voire froids. Entre juin et août, les températures diurnes moyennes se situent entre 15,9 et 17,7 °C avec des minimums nocturnes moyens entre 3,7 °C et 4,6 °C.

## Histoire
Le peuple Adnyamathanha habitait une région comprenant Wilpena Pound à l'époque de la colonisation britannique.
Edward Eyre est presque certainement le premier Européen à apercevoir les sommets lointains de Wilpena Pound, lors de sa première expédition en 1839 dans les environs du lac Torrens, mais il ne visite pas ces chaînes. Le botaniste de Matthew Flinders, Robert Brown, escalade l'un des plus hauts sommets du sud de la chaîne de Flinders en mars 1802, mais Wilpena aurait été juste aperçu à l'horizon.
Immédiatement après que les Européens ont exploré les chaînes de montagnes pour la première fois, découvrant Wilpena Pound et ses perspectives pour le pastoralisme, il y a eu un débat pour savoir qui était le premier. Le découvreur probable, en 1850, est le bushman William Chace, dont les employeurs, les frères pasteurs William Browne et John Browne, tous deux médecins, avaient demandé en 1850 un bail pastoral à cet endroit. Le prétendant rival est le pasteur C. N. Bagot, qui a décrit le pays en juin 1851 dans un article de journal, après avoir demandé un bail et avoir prétendu être le découvreur. Dans la semaine qui a suivi la publication de la revendication de découverte de Bagot, celle-ci a été réfutée avec indignation par la revendication de Browne en faveur de Chace. Dans une tentative de régler ces revendications contradictoires concernant le bail pastoral, le commissaire des terres de la Couronne, Charles Bonney et l'arpenteur général Henry Freeling ont engagé H. C. Rawnsley pour aller au nord et arpenter la région. Rawnsley n'a atteint que l'extrémité sud de Wilpena Pound, qui avait été arpentée en privé pour les Brownes par Thomas Burr et Frederick Sinnett seulement un mois ou deux plus tôt. À son arrivée, Rawnsley a découvert que le Bluff portait déjà son nom selon les habitants locaux. Les frères Browne ont finalement remporté la réclamation de Wilpena contre Bagot.
Les Browne ont employé Henry Strong Price pour ouvrir et gérer pour eux la station Wilpena de 40 000 hectares. En 1861, Price acheta le bail de Wilpena aux Brownes. En 1863, Wilpena comptait plus de 200 000 hectares, mais est presque entièrement détruite par la sécheresse de cette décennie. Selon un récit, l'enceinte naturelle de Wilpena Pound était utilisée pour garder des chevaux.
Wilpena Eating House est construit en 1862 pour servir les commerçants de passage jusqu'à ce que la structure soit abandonnée dans les années 1880. La structure est construite avec des dalles de pin local et un toit en herbe.
Après la mort de Price en 1889, la zone immédiate de 8 000 hectares de Wilpena Pound est séparée de la piste principale et louée séparément. Lorsque la famille Hill obtint ce bail en 1901, elle décida de se lancer dans l'agriculture, une activité jamais tentée auparavant si loin au nord. La ligne de Goyder s'est avérée plutôt précise en ce qui concerne l'expansion agricole lors de la grande sécheresse des années 1880 et Wilpena se trouve à environ 140 km au nord de la ligne. Cependant, étant à l'ombre de certaines des plus hautes montagnes des Flinders, les précipitations dans Wilpena Pound sont un peu plus élevées, la neige étant même très rarement connue sur le pic Sainte Marie. Après un immense travail pour construire une route à travers le tortueux Wilpena Gap, les Hills ont construit une petite ferme à l'intérieur de Wilpena Pound (qui existe encore aujourd'hui) et ont défriché des parcelles ouvertes dans le maquis épais de l'intérieur. Pendant plusieurs années, la famille Hill a connu un succès modéré en cultivant des cultures à l'intérieur de Wilpena Pound, mais en 1914, il y a eu une inondation majeure et la route traversant la gorge a été détruite. Ils n’ont pas pu se résoudre à tout recommencer et ont vendu leur propriété au gouvernement. Wilpena Pound devint alors une réserve forestière louée pour le pâturage.
En 1945, le potentiel touristique de la région est reconnu lorsqu'une « station de plaisance nationale » est proclamée. Un hôtel appelé le Wilpena Chalet est ouvert sur la rive sud du ruisseau, juste à l'extérieur de la gorge, et il est depuis géré par diverses sociétés privées. Kevin Rasheed et plus tard son fils, Keith, ont dirigé le Chalet pendant plus de 50 ans.
Plus tard, Wilpena Pound est devenu une partie du parc national de Flinders Ranges.

## Tourisme
Wilpena Pound est l'un des sites les plus visités de la chaîne de Flinders. Le Wilpena Pound Resort se trouve juste à l'extérieur de Wilpena Pound et Rawnsley Park Station se trouve du côté ouest. Des vols panoramiques sont disponibles à partir de pistes non goudronnées. L'escalade est prisée des grimpeurs, en particulier au Moonarie, une falaise de quartzite d'environ 120 mètres de haut située sur le bord supérieur.
Le rocher d'Arkaroo présente des peintures aborigènes représentant des événements survenus dans la chaîne de Flinders, comme la formation de Wilpena Pound.

### Randonnée pédestre

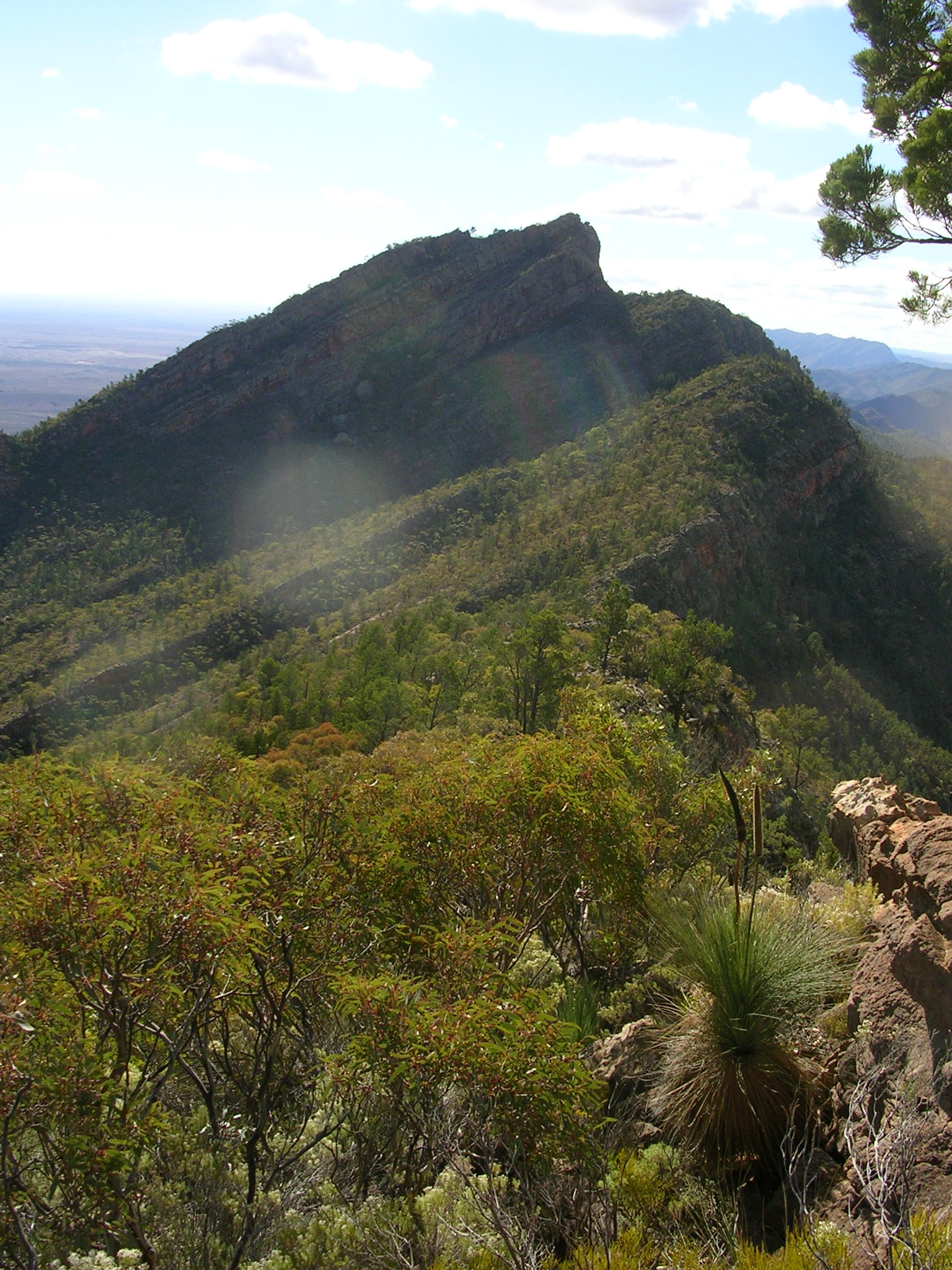
Mont Abrupt, un sommet à l'extrémité nord de Wilpena Pound.

Wilpena Pound est populaire pour la randonnée. De courtes promenades relativement faciles de quelques heures peuvent être effectuées non loin de la route principale. Des promenades plus difficiles, prenant la majeure partie d'une journée, peuvent être réalisées jusqu'au pic Sainte Marie. Plusieurs membres du peuple Adnyamathanha ont demandé que les gens s'arrêtent avant le sommet et ont indiqué qu'il était sacré. La traversée des sommets de Reggie's Nob au mont Abrupt est une marche difficile nécessitant plusieurs jours. Les sommets sont très accidentés et les broussailles épaisses et la forêt à l'intérieur de Wilpena Pound peuvent rendre la navigation difficile.
En 1959, Nicholas George Bannon, âgé de 12 ans, se sépare d'un groupe de huit promeneurs. Ses restes sont retrouvés 18 mois plus tard. Un col sur les pentes supérieures du pic St Mary porte son nom. Son frère, John Bannon, devint plus tard Premier ministre d'Australie-Méridionale.

## Dans la culture

### Photographie

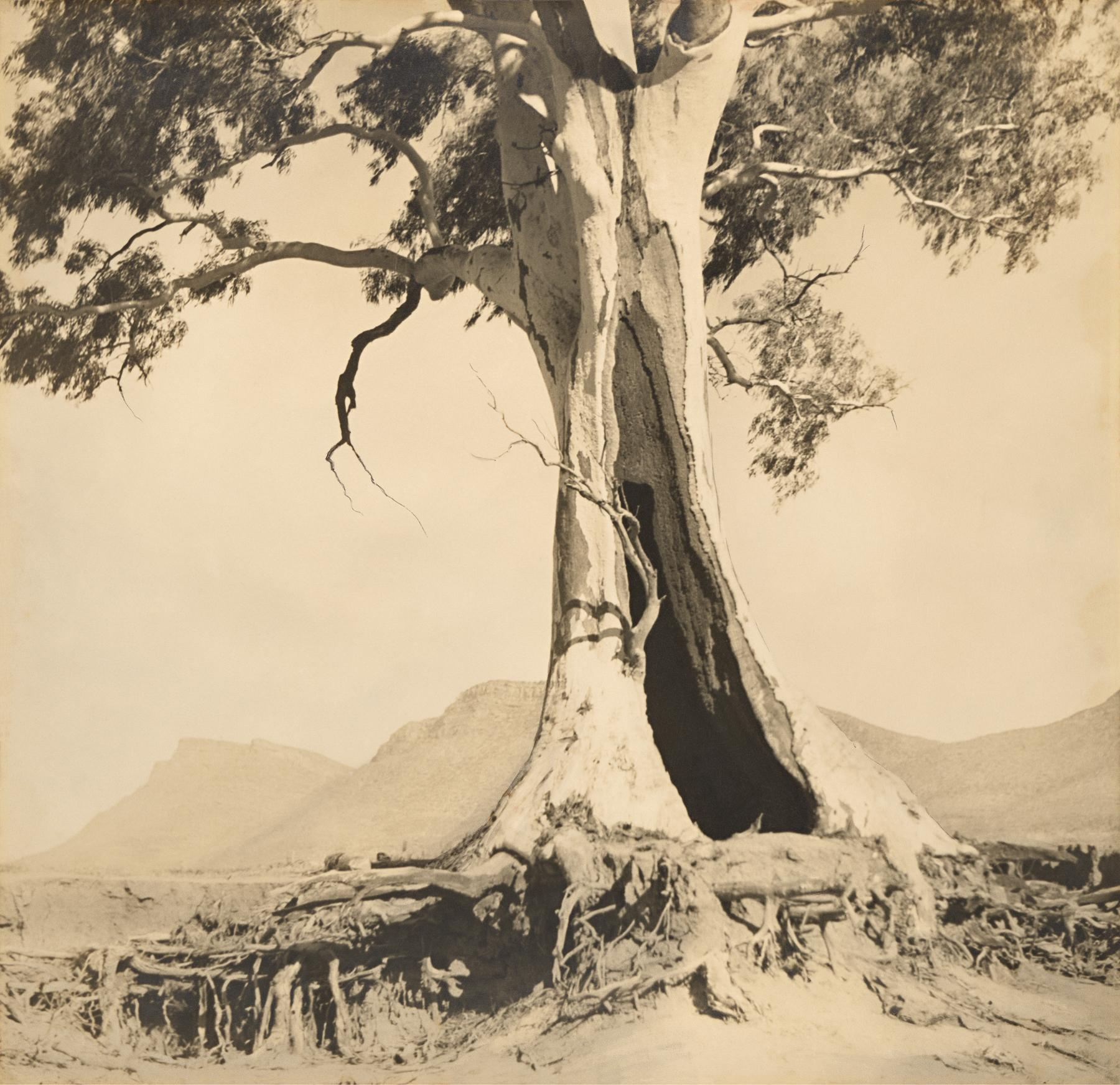
Spirit of endurance (1937) par Harold Cazneaux.

Harold Cazneaux (en) a pris en 1937 sa photo Spirit of Endurance d'un arbre solitaire — un spécimen d'Eucalyptus camaldulensis surnommé « River Red Gum » [gommier rouge de la rivière] — survivant dans le rude climat semi-aride de Wilpena Pound,.

### Mythologie
La langue et la culture du peuple Adnyamathanha (Yura Muda) ont transmis leur histoire selon laquelle les pics de Wilpena ont été formés par deux serpents rêveurs (Akurras) qui ont mangé un grand nombre de personnes rassemblées pour une célébration, ce qui a rendu les serpents incapables de quitter leurs lieux de repas. La tête des serpents mâle et femelle forme respectivement le pic Sainte Marie et Beatrice Hill.

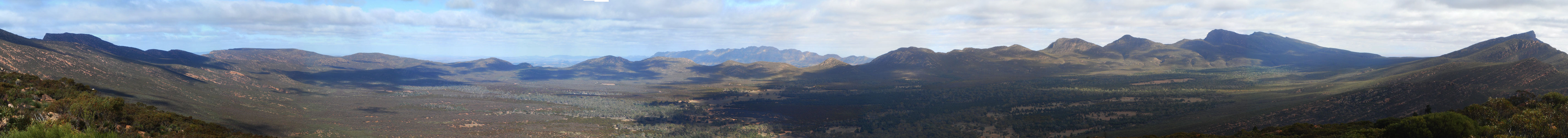
Vue panoramique de Wilpena Pound.